# Jan Dijker
Jan Dijker (Den Helder, 19 november 1913 – Moergestel, 20 oktober 1993) was een Nederlands kunstenaar die vooral bekend werd door zijn monumentale en kerkelijke kunst. Tot 1955 was zijn stijl figuratief, daarna in toenemende mate abstraherend.

## Leven en werk
Dijker studeerde van 1936 tot 1941 aan de Rijksacademie van Beeldende Kunsten in Amsterdam afdeling Monumentale en versierende schilderkunsten, onder leiding van prof. Heinrich Campendonk. Na de Tweede Wereldoorlog werkte hij veel samen met priester-kunstenaar Egbert Dekkers (1908-1983) vanuit villa Hoogenhuize in Moergestel waar beiden hun atelier hadden. In dit dorp bleef Dijker wonen en werken tot zijn dood in 1993.
Jan Dijker heeft in de wederopbouwperiode veel monumentale kunst in opdracht gemaakt: glaskunst, mozaïeken, sgraffiti en wandschilderingen. Daarnaast schilderde hij vrij werk. Dijker was gespecialiseerd in glaskunst. Aanvankelijk voerde hij zijn werk uit in glas in lood, later experimenteerde hij met glas-appliqué, glas in beton en glas in epoxy. Hij was van 1952 tot 1979 als docent verbonden aan de toenmalige Academie voor Beeldende Vorming te Tilburg. 
In 1950 maakte Jan Dijker op uitnodiging van Willem Sandberg en de Koninklijke Marine met andere kunstenaars een zeereis op een marineschip. De kunst die op die reis werd gemaakt, is na afloop tentoongesteld in het Stedelijk Museum in Amsterdam en het Centraal Museum in Utrecht. De samenwerking tussen de kunstenaars en de marine werd voortgezet en meer van dergelijke reizen volgden. Jan Dijker werd voorzitter van de Nederlandse Vereniging van Zeeschilders die in dat kader werd opgericht.

## Werken (selectie)
Werk van Jan Dijker is onder andere te vinden in:
- Sint-Urbanuskerk te Belfeld: negen ramen, vanaf 1942;
- Onze-Lieve-Vrouw-Onbevlekt-Ontvangenkerk, Ospel: negentien ramen, vanaf 1946/1947;
- Technische Hogeschool Eindhoven: vloermozaïek, 1950;
- Onze-Lieve-Vrouw van Zeven Smarten- of Paterskerk te Venray: zes ramen en veertien wandschilderingen (kruisweg), 1951;
- Sacramentskerk te Tilburg: 28 ramen, vanaf 1951;
- Sacramentskerk te Breda: vijftien ramen, 1953, 1957 en 1960.[2]
- St. Franciskus Xaveriuskerk in Arendal, Noorwegen: wandschildering, 1954;
- Johannes de Doperkerk te Meerlo: zes ramen, 1955;
- Maria Reginakerk te Boxtel in samenwerking met architect Jan Strik: Litanie van Loreto, mozaïek, 1959. Herplaatst na afbraak kerk in gemeenschapshuis;[3]
- Sint-Odulphuslyceum te Tilburg: sgraffito, 1963;
- Willibrorduskerk Hilversum: glas-in-betonramen, 1963. De kerk is afgebroken;
- Sint Maartenskerk Tilburg in samenwerking met architect Jos Schijvens: twaalf glas-in-betonramen, 1964. De kerk is afgebroken in 1983;
- Katholieke Academie voor Lichamelijke Opvoeding te Tilburg: betonreliëf met scherfmozaïek, 1967;
- Stationsgebouw Bergen op Zoom: mozaïek, 1971;[4]
- Gemini Ziekenhuis te Den Helder: glas-appliqué, 1981-1982;
- Museum voor vlakglas- en emaillekunst te Ravenstein: De Engel, voorstudie voor Prometheus, glas-appliqué, 1983;
- Jeroen Bosch Ziekenhuis te 's-Hertogenbosch: Prometheus, glas-appliqué, 1983.

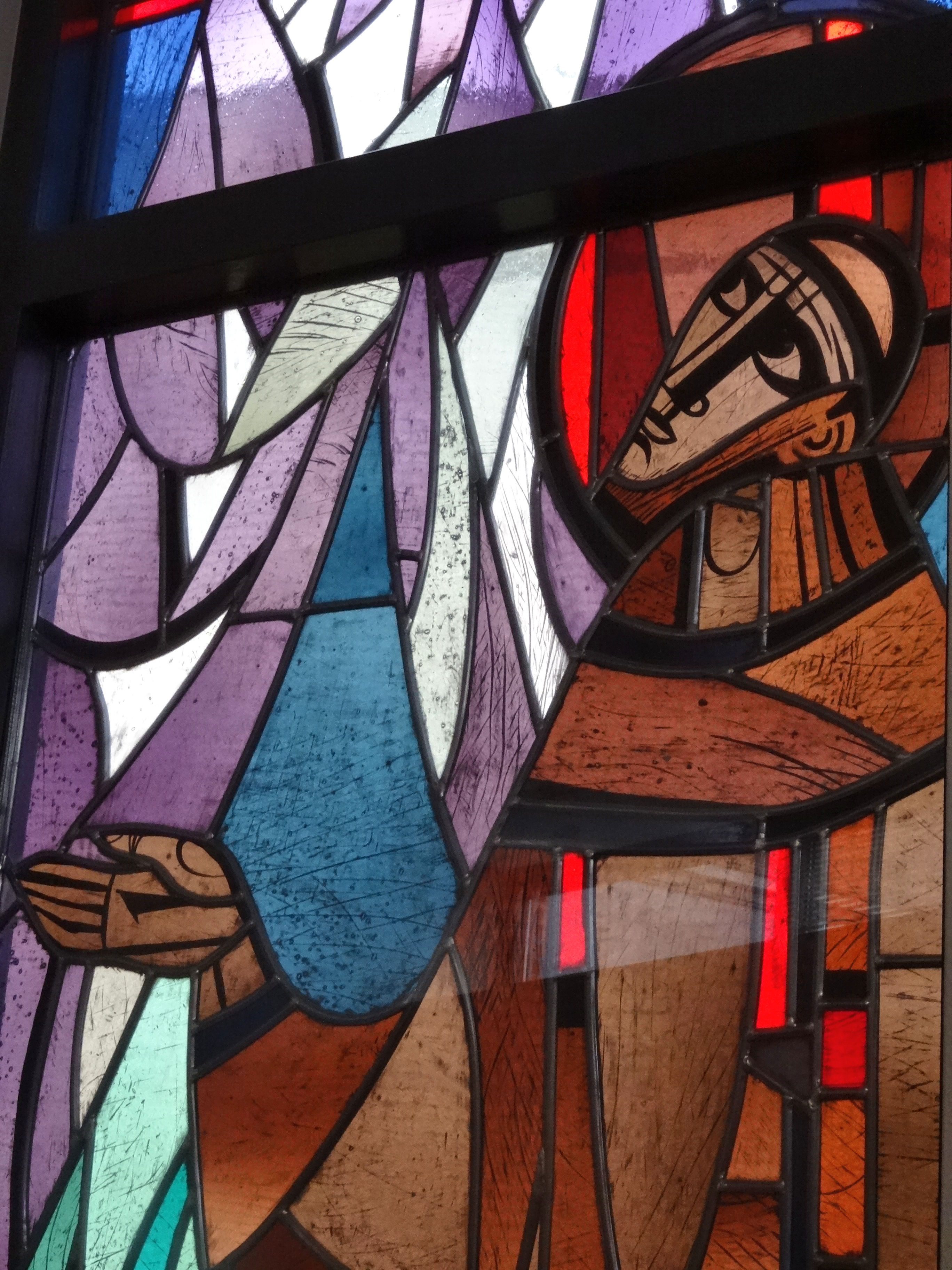
Franciscusraam (Bemmel, 1959)
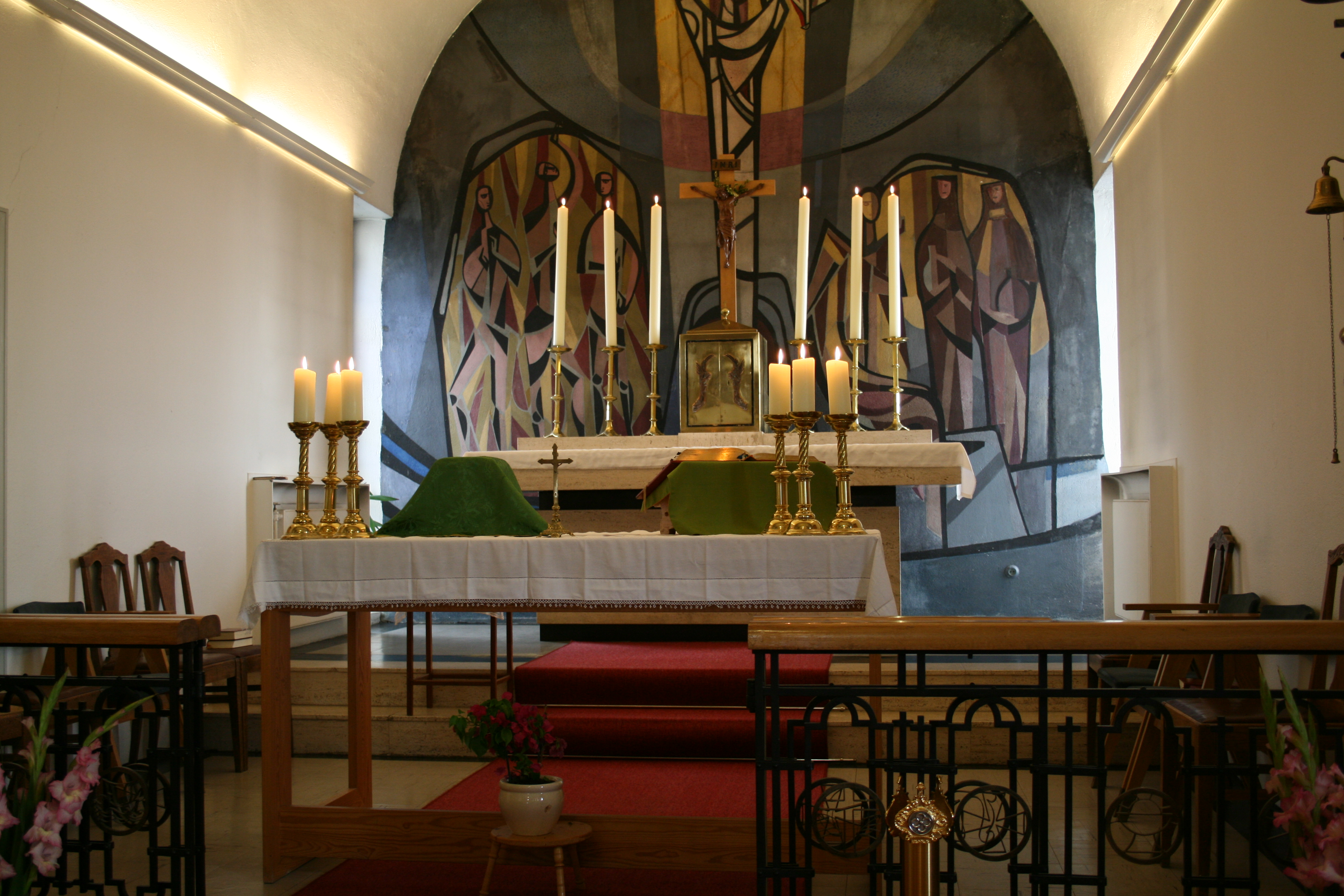
Wandschildering (1954), St. Franciskus Xaveriuskerk, Arendal
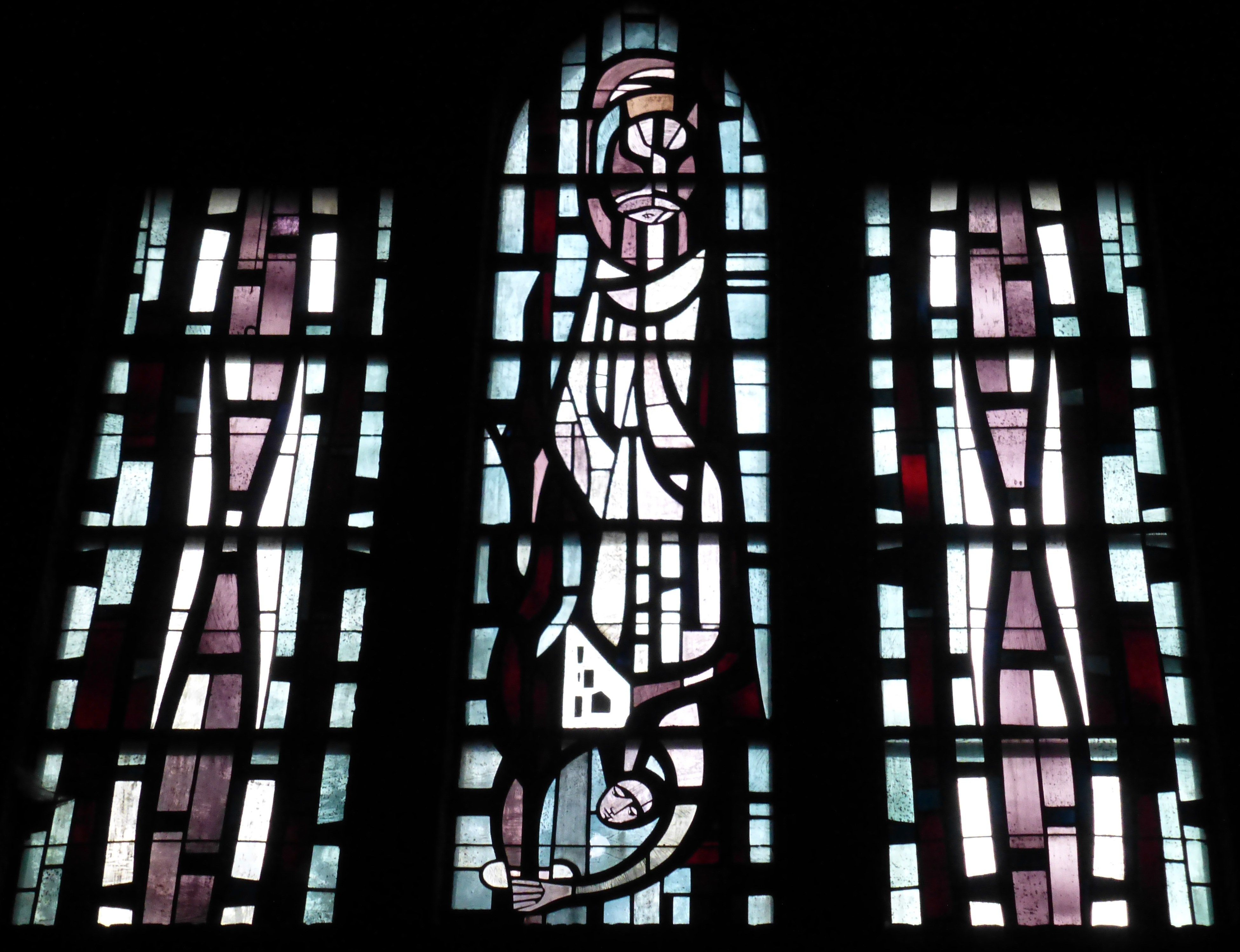
De koperen Slang (1955-1960), glas-in-lood, Sacramentskerk, Breda
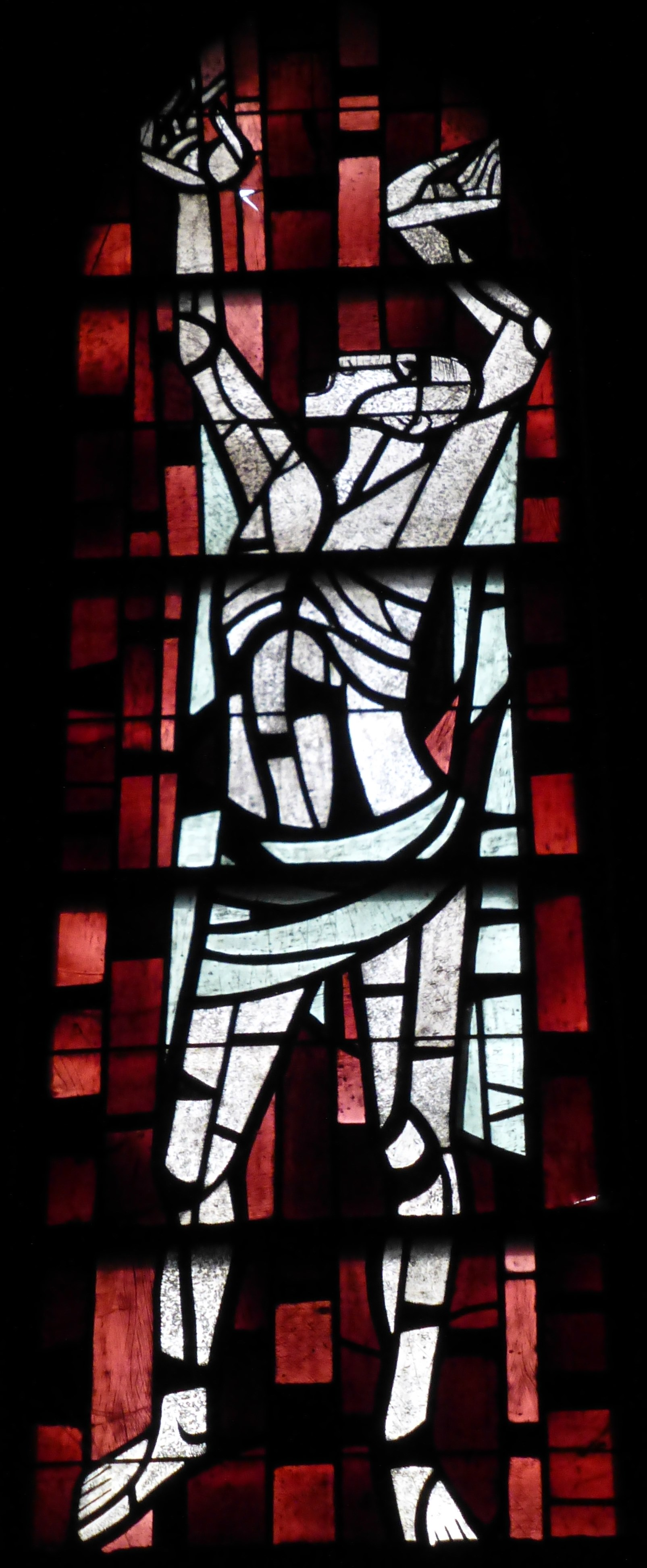
Johannes de Doper (1960), glas-in-lood, Sacramentskerk, Breda
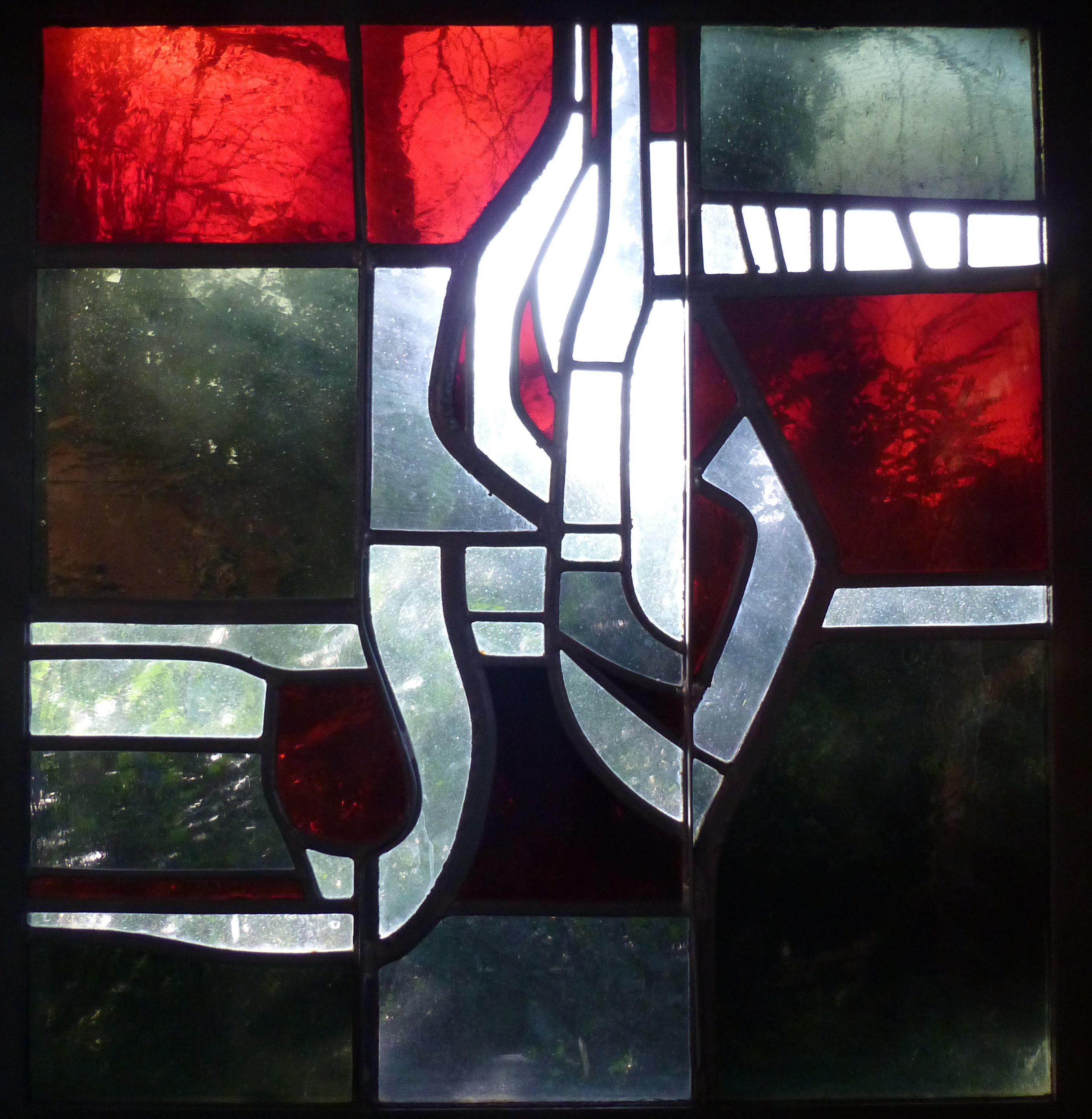
Glas-in-lood (1967), Parochiekerk H.H. Martinus en Barbara, Rossum

## Tentoonstellingen (selectie)
- Tentoonstelling van de Algemene Katholieke Kunstenaars Vereniging, ‘s-Hertogenbosch, 1950.
- Schilders ter zee, Stedelijk Museum Amsterdam en Centraal Museum Utrecht, 1951.
- Elf beeldende kunstenaars uit Brabant, Stedelijk Van Abbemuseum Eindhoven, 1953.
- Biennale Christlicher Kunst der Gegenwart, Salzburg 1960.
- Schilderkunst in Brabant na 1945, Nieuwe Brabantse Kunststichting, 1984/1985.
- Hommage aan Jeroen Bosch, Galerie Hüsstege ‘s-Hertogenbosch, 1985.
- Religieuze kunst na 1952 in Noord-Brabant, Museum voor Religieuze Kunst Uden, 1987.

## Onderscheidingen en prijzen
- Zilveren medaille, Prix de Rome voor ontwerp van een glas-in-loodraam in het refectorium van een Franciscanerklooster, Amsterdam 1940.
- Gouden medaille, Biennale Christlicher Kunst voor zijn ontwerpen van kazuifels vervaardigd bij Kerkelijke Kunst Ateliers C. Bousardt voor bisschop W.M. Bekkers, Salzburg 1960.
- Erekruis in de Huisorde van Oranje Nassau voor zijn verdienste als jurylid bij de Koninklijke Subsidie voor de Vrije Schilderkunst.
- Zilveren legpenning gemeente Tilburg, 1984.
- Ridder in de Orde van Oranje-Nassau, 1993.